# Bruxelles-Nord
Bruxelles-Nord (fr.) albo Brussel-Noord (niderl.) – dworzec kolejowy, jeden z największych w Regionie Stołecznym Brukseli. Znajduje się na północ od centrum Brukseli.